# علي أصغر حكمت
علي أصغر حكمت (17 أغسطس 1271 قرية بيراشكوفت فارس - 24 سبتمبر 1980، طهران) كان سياسيًا وكاتبًا وشاعرًا وكاتبًا ومترجمًا إيرانيًا معاصرًا. كوزير للتعليم في عهد رضا شاه بهلوي، لعب دورًا مهمًا في تطوير التعليم الحديث في إيران. كان أول رئيس لجامعة طهران ومؤسس المكتبة الوطنية الإيرانية ونشر. الذي شغل منصب وزير الخارجية الإيراني ووزير العدل ووزير الثقافة في ظل حكومة رضا شاه ومحمد رضا بهلوي شاه إيران. كان حكمت سفيرًا إيرانيًا للهند، وكتب العديد من الكتب حول التاريخ والثقافة الهندية. بعد الثورة الإسلامية في إيران، تم تجاهل كتبه وأعماله ووصفه بأنه الماسوني، لكن أحد كتبه، النقوش الفارسية على الآثار الهندية ، أعيد طبعه مؤخرًا وتم تقديمه إلى الباحثین.

## وزیر وزارة التربية والتعليم
كان حكمت لا يزال في أوروبا عندما أصبح محمد علي فروغي رئيساً للوزراء وعرضه على الجمعية الوطنية في 17 سبتمبر 1941 بصفته راعياً لوزارة التربية والتعليم. بدأ علي أصغر حكمت التطور التربوي الجاد في إيران، وفي الخطوة المهمة الأولى، من خلال الموافقة على مشروع قانون في البرلمان في 7 مارس 2013، قدم ميزانية لزيادة عدد مراكز تدريب المعلمين التي كانت موجودة فقط في طهران إلى 25 مركزًا في خمس سنوات. ايصال. حتى ذلك الحين، كانت تسمى هذه المراكز بكلية المعلمين (للبنين) وكلية المعلمين (للبنات). في طهران، كانت هناك مدرسة ثانوية للمعلمين لتدريب معلمي المدارس الثانوية، مع الطلاب الذكور فقط، ومدرسة للمعلمين ومدرسة لتعليم معلمي المدارس الابتدائية. مع تمرير مشروع قانون حكمت، تم تغيير اسم كلية المعلمين إلى جامعة، وسيتم إنشاء جامعة أعلى للفتيات. ووفقاً لنفس المرسوم، منذ ذلك الحين، «المدرسة الابتدائية ومعلمها في المرحلة الابتدائية»، والمدرسة الثانوية ومعلمها، والمدرسة الصناعية بالمدرسة الثانوية ومعلمها، وكل فرع من أعضاء هيئة التدريس (كلية) الكلية ومجموع الفروع العليا (جامعة) في الجامعة وقد تم استدعاؤه مدرس المدرسة الثانوية، مدرس

## وزیر وزارة الداخلية
إنشاء جامعة طهران ، وإنشاء كليات التدريب التمهيدية في جميع أنحاء البلاد تحتفل الألفية الألفية فردوسي تأسست أكاديمية إيران، وخلق برامج الكشفية وتغيير في المدارس لتدريب الدول الأجنبية، وتغيير اللغة والأدب الفارسي، وفقا للآثار والمتحف الوطني الإيراني، اشتمل عمله على تدريب الموظفين ونشر المنشورات والاهتمام بالرياضة في المدارس، وتطوير وإكمال المدارس الابتدائية والثانوية.
.
.

## انظر ایضا
- النقوش الفارسية على الآثار الهندية
- تاج محل
- أصول تاج محل ومعماره
- المسجد الجامع (دلهي)
- المسجد الجامع أغرة
- بوابة بلند دروازه
- بيبي كا مقبرة
- مزار صفدر جنك
- مسجد أكبرآبادي
- مسجد شاه جهان (السند)
- مقبرة جهانكير
- مسجد فاتحبوري
- حصن لاهور
- ضريح جودا باي
- مسجد همايون

## الوصلات الخارجية
لم يتم العثور على روابط لمواقع التواصل الاجتماعي.

- حكومة الهند - وصف